# Acalypha manniana
Acalypha manniana é uma espécie de flor do gênero Acalypha, pertencente à família Euphorbiaceae.